# MV 103C Deminer
MV 103C Deminer även känd som Glufs-Glufs, var ett svenskt projekt för att ta fram en minröjningsvagn baserad på Stridsvagn 103. Vagnen utvecklades i mitten av 1990-talet.
Det enda exemplaret av MV 103C Deminer ställs ut av Miliseum i Skillingaryd.

## Historik
I början av 1990-talet satsade Sida 10,9 miljoner kr i ett minröjningsprojekt, där Försvarets materielverk (FMV) fick i uppdrag att utveckla en mekanisk minröjare. FMV valde mellan två alternativ, en minröjare framtagen av Mellersta underhållsregementet (Uhreg M) som baserade sig på Stridsvagn 103, och en av Bofors modifierad tysk Leopardstridsvagn. Då stridsvagn 103 började tas ur tjänst från 1994 och var helt utfasad 1997, fanns det gott om chassin att återanvända, vilket föranledde att Mellersta underhållsregementet fick kontraktet till att utveckla en minröjningsvagn baserad på stridsvagn 103. Bofors minröjningsvagn, baserad på en Leopardstridsvagn, kom istället att användas av Norsk Folkehjelp i Bosnien, men man hade där problem med att få fram reservdelar.
MV 103C Deminer kom dock aldrig vidare från prototypstadiet till en serietillverkning, detta då den inte uppfyllde kravspecifikationen. I början av 1997 lades projektet med. Prototypvagnen stod efter det i Strängnäs garnison fram till att garnisonen avvecklades 2005. Efter det kom MV 103C Deminer övertas av Miliseum och ingår sedan dess i deras fordonssamling.

## Teknik
Chassi som valdes till MV 103C Deminer kom ifrån serievagn 202232. MV 103C Deminer fick smeknamnet Glufs-Glufs, på grund av den jordfräs som är placerad framtill i syfte att spränga minor. Hedemora Marindiesel försåg vagnen med en ny dieselmotor på 1500 hk. vilken driver en hydraulpump med 2000 l/min som i sin tur driver jordfräsen. För att vagnen skulle ha erforderlig ström monterades en Mercedes bilmotor i vagnen. Själva jordfräsen framtill roterar ned till ett djup på 50 cm. Fräsens höga hastighet möjliggjorde att den slog sönder minan innan den exploderade. Totalt klarade vagnen att stå emot explosioner från minor på upp till 12 kg, främst stridsvagnsminor. Röjningshastigheten är 4km/h, och maxhastighet är 10 km/h.
Manövreringen av vagnen gjordes antingen via förarplatsen, eller fjärrstyrdes från ett ledningsfordon. Minröjaren är även utrustad med ett navigationssystem för att kunna lokalisera och dokumentera röjda områden.
Vagnen fick efter ett antal tester lastbilshjul monterade baktill, i syfte att stabilisera vagnen. Detta då testerna visade att vagnen vaggade och inte kunde hålla konstant röjningsdjup.

## Galleri

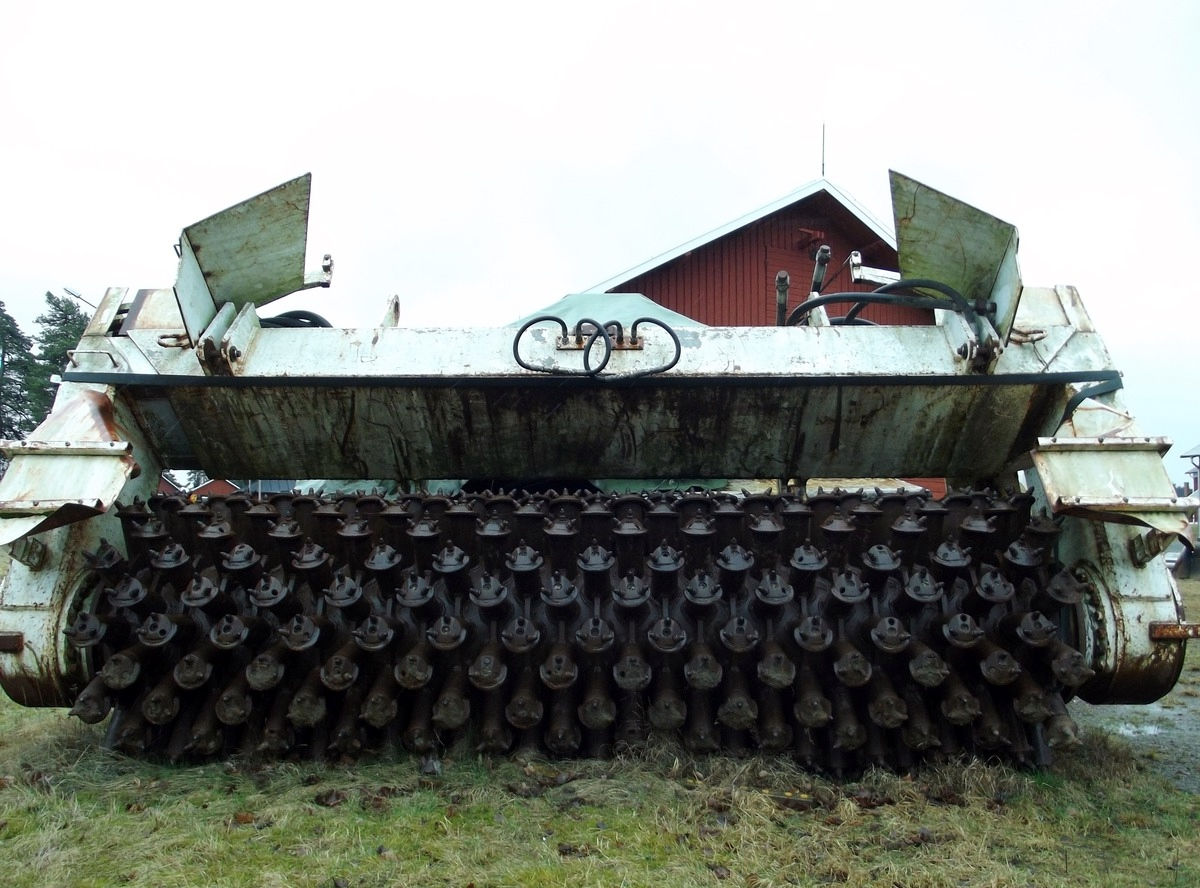
Jordfräsen/minvalsen.
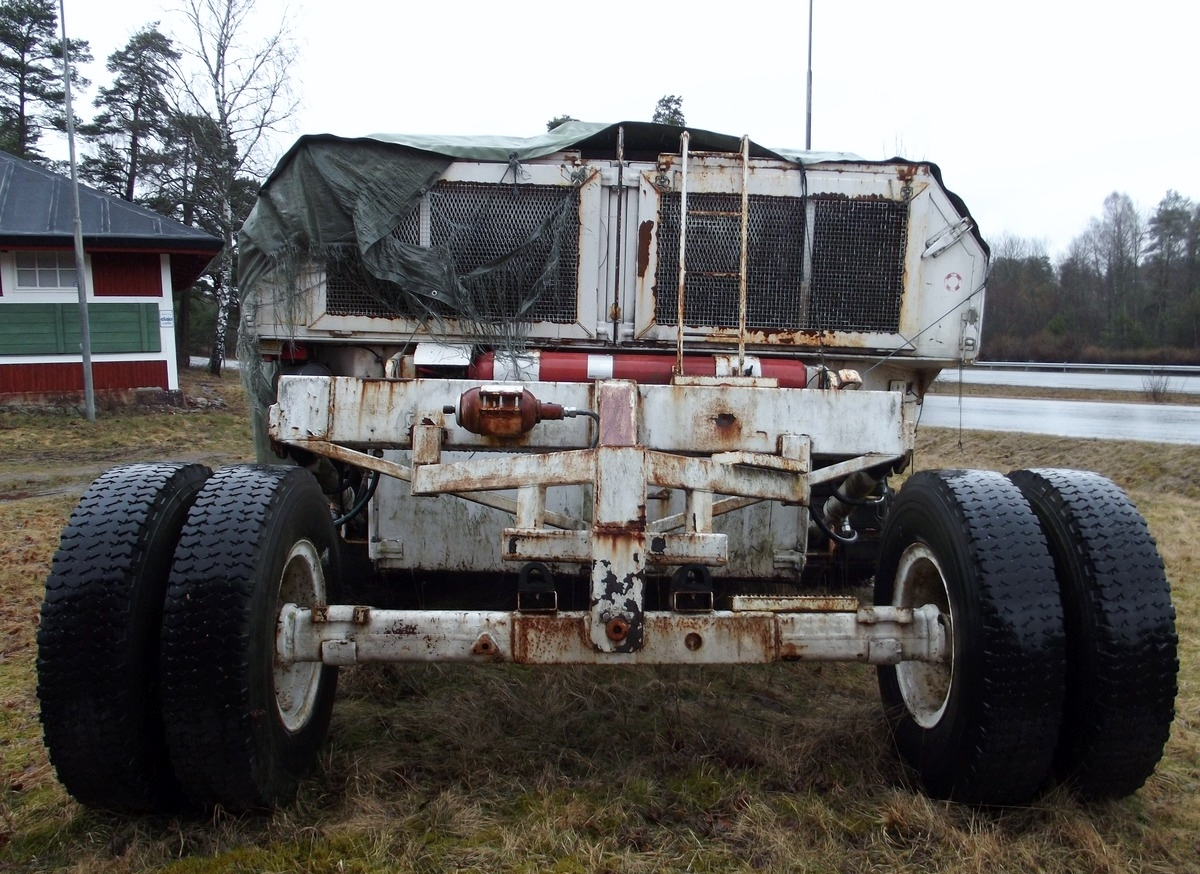
Lastbilshjul baktill för att stabilisera vagnen
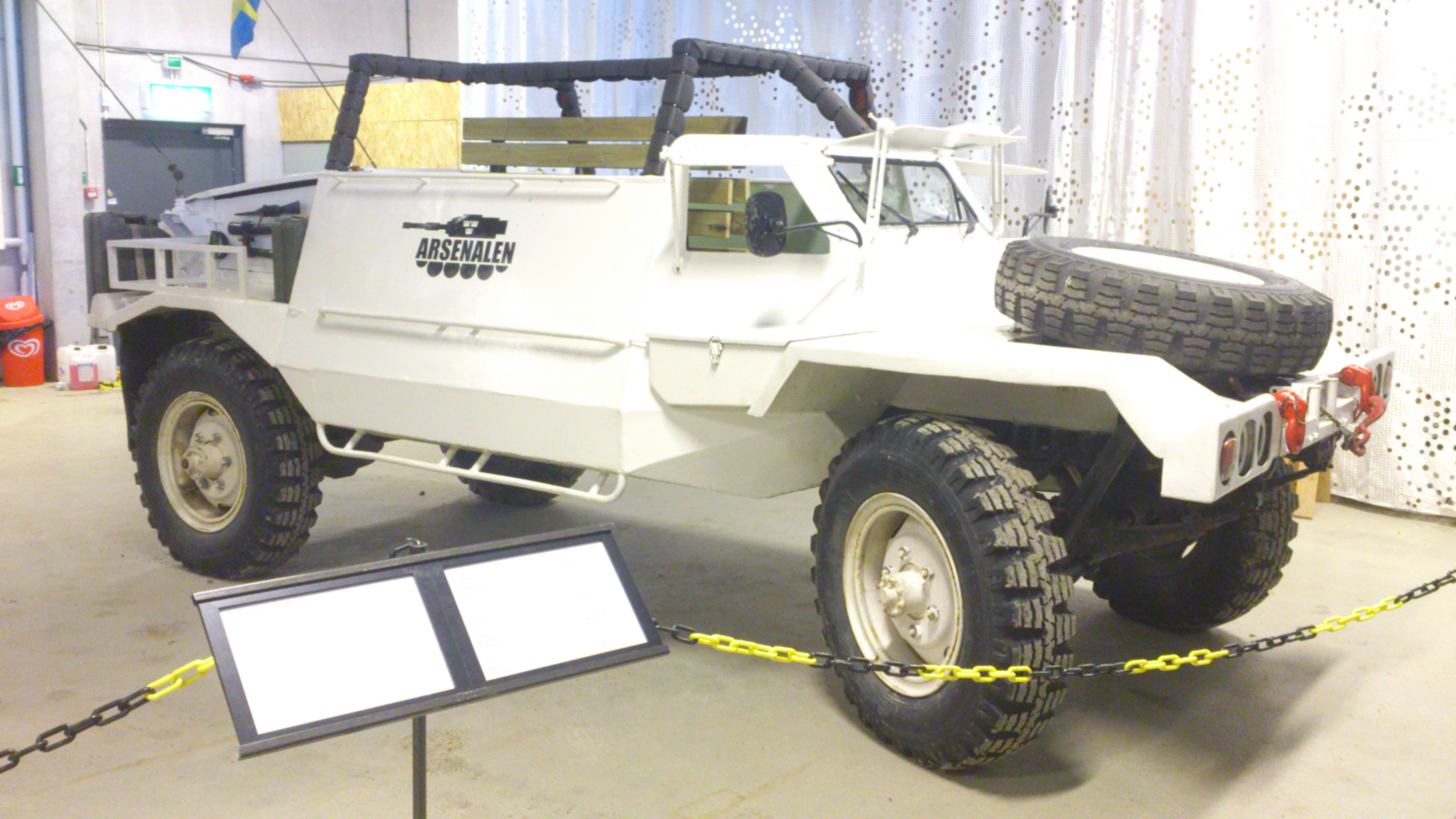
Ledningsfordonet som köptes för att fjärrstyra vagnen, här utställd på Försvarsfordonsmuseet Arsenalen